# Syzygium koghianum
Syzygium koghianum är en myrtenväxtart som beskrevs av Marcel Georges Charles Petitmengin och Bonati. Syzygium koghianum ingår i släktet Syzygium och familjen myrtenväxter. Inga underarter finns listade i Catalogue of Life.